# Biennale internationale des poètes en Val-de-Marne
La Biennale internationale des poètes en Val-de-Marne (BIPVM devenue BIPVAL), est une manifestation poétique internationale créée en 1991 à l'initiative du Conseil général de ce département.

## Histoire
De 1991 à 1997, la Biennale internationale a été dirigée par Henri Deluy, son fondateur, un bibliothécaire à Ivry-sur-Seine qui obtient le soutien du président du département, Michel Germa. Jean-Pierre Balpe lui a succédé jusque fin 2011. Depuis sa création, la biennale a invité plus de 300 poètes, dont la moitié venant de l’étranger, faisant de celle-ci l'une des plus importantes manifestations poétiques présentée en France et la seule possédant une dimension internationale avec le Festival voix vives de Méditerranée en Méditerranée de Sète.
À partir de 2007, la BIPVM devient le BIPVAL. Le BIPVAL a organisé également une rencontre européenne de poésie annuelle. Le BIPVAL dispose d'un site internet où pouvaient être consultées les archives textuelles, audio et vidéo de plus de 400 poètes contemporains venus du monde entier.
La Biennale internationale des poètes en Val-de-Marne est dirigée depuis 2011 par Francis Combes,. Disposant de locaux au centre Jeanne-Hachette à Ivry-sur-Seine, l'association édite également des ouvrages.